# بوشیلتس
بوشیلتس (به چکی: Bošilec) یک منطقهٔ مسکونی در جمهوری چک است که در شهرستان چسکه بودیوویتسه واقع شده‌است. بوشیلتس ۹٫۵۸ کیلومتر مربع مساحت و ۲۰۶ نفر جمعیت دارد و ۴۱۹ متر بالاتر از سطح دریا واقع شده‌است.